# 미국의 텔레비전 드라마 목록
미국의 텔레비전 드라마는 미국에서 제작된 드라마로, 줄여서 미드라고도 불린다.
다음은 미국의 드라마와 시트콤의 목록이다.

## ABC
- 《어코딩 투 짐》(According to Jim, 2001년 ~ 2009년)
- 《빅 샤츠》(Big Shots, 2007년 ~ 2008년)
- 《블라인드 저스티스》(Blind Justice, 2005년)
- 《보스턴 리걸》(Boston Legal, 2004년 ~ 2008년)
- 《브라더스 & 시스터스》(Brothers & Sisters, 2006년 ~ 2011년)
- 《카풀러스》(Carpoolers, 2007년 ~ 2008년)
- 《케이브멘》(Cavemen, 2007년)
- 《캐시미어 마피아》(Cashmere Mafia, 2008년)
- 《커맨더 인 치프》(Commander in Chief, 2005년 ~ 2006년)
- 《위기의 주부들》(Desperate Housewives, 2004년 ~ 2012년)
- 《더티 섹시 머니》(Dirty Sexy Money, 2007년 ~ 2009년)
- 《일라이 스톤》(Eli Stone, 2008년 ~ 2009년)
- 《그레이 아나토미》(Grey's Anatomy, 2005년 ~ 현재)
- 《나이츠 오브 프로스페리티》(The Knights of Prosperity, 2007년)
- 《로스트》(Lost, 2004년 ~ 2010년)
- 《맥가이버》(MacGyver, 1985년 ~ 1992년)
- 《맥스 헤드룸》(Max Headroom, 1987년 ~ 1988년)
- 《멘 인 트리스》(Men in Trees, 2006년 ~ 2008년)
- 《미스 가이디드》(Miss Guided, 2008년)
- 《블루문 특급》(Moonlighting, 1985년 ~ 1989년)
- 《나인》(The Nine, 2006년 ~ 2007년)
- 《노츠 프롬 디 언더벨리》(Notes from the Underbelly, 2007년 ~ 2010년)
- 《옥토버 로드》(October Road, 2007년 ~ 2008년)
- 《프라이빗 프랙티스》(Private Practice, 2007년 ~ 2012년)
- 《푸싱 데이지스》(Pushing Daisies, 2007년 ~ 2009년)
- 《사만다 후?》(Samantha Who?, 2007년 ~ 2009년)
- 《600만불의 사나이》(The Six Million Dollar Man, 1974년 ~ 1978년)
- 《트래블러》(Traveler, 2007년)
- 《어글리 베티》(Ugly Betty, 2006년 ~ 2010년)
- 《위민스 머더 클럽》(Women's Murder Club, 2007년 ~ 2008년)
- 《모던 패밀리》(Modern Family, 2009년 ~ 현재)
- 《캐슬》(Castle, 2009년 ~ 2016년)
- 《디셉션》(Deception, 2018년 ~ 현재)

## CBS
- 《스타 트렉: 디 오리지널 시리즈》(Star Trek: The Original Series, 1966 ~ 1969년)
- 《스타 트렉: 더 넥스트 제너레이션》(Star Trek: The Next Generation, 1987 ~ 1994년)
- 《스타 트렉: 딥 스페이스 나인》(Star Trek: Deep Space Nine, 1993 ~ 1999년)
- 《스타 트렉: 보이저》(Star Trek: Voyager, 1995 ~ 2001년)
- 《스타 트렉: 엔터프라이즈》(Star Trek: Enterprise, 2001 ~ 2005년)
- 《빅 뱅 이론》(The Big Bang Theory, 2007년 ~ 현재)
- 《케인》(Cane, 2007년)
- 《클로스 투 홈》(Close to Home, 2005년 ~ 2007년)
- 《콜드 케이스》(Cold Case, 2003년 ~ 2010년)
- 《크리미널 마인드》(Criminal Minds, 2005년 ~ 현재)
- 《크리미널 마인드: 워싱턴 D.C.》(Criminal Minds: Suspect Behavior, 2011년)
- 《크리미널 마인드: 국제범죄수사팀》(Criminal Minds: Beyond Borders, 2016년 ~ 2017년)
- 《CSI 과학수사대》(CSI: Crime Scene Investigation, 2000년 ~ 2015년)
- 《CSI 마이애미》(CSI: Miami, 2002년 ~ 2012년)
- 《CSI 뉴욕》(CSI: NY, 2004년 ~ 2013년)
- 《CSI 사이버》(CSI: Cyber, 2015년 ~ 2016년)
- 《내 사랑 레이먼드》(Everybody Loves Raymond, 1996년 ~ 2015년)
- 《고스트 위스퍼러》(Ghost Whisperer, 2005년 ~ 2010년)
- 《내가 그녀를 만난다면》(How I Met Your Mother, 2005년 ~ 2014년)
- 《제리코》(Jericho, 2006년 ~ 2008년)
- 《M*A*S*H》(M*A*S*H, 1972년 ~ 1983년)
- 《문라이트》(Moonlight, 2007년 ~ 2008년)
- 《NCIS》(NCIS, 2003년 ~ 현재)
- 《NCIS: 로스앤젤레스》(NCIS : Los Angeles, 2009년 ~ 현재)
- 《NCIS: 뉴올리언스》(NCIS : Los Angeles, 2014년 ~ 현재)
- 《뉴 어드벤처스 오브 올드 크리스틴》(The New Adventures of Old Christine, 2006년 ~ 2010년)
- 《넘버스》(Numb3rs, 2005년 ~ 2010년)
- 《룰스 오브 인게이지먼트》(Rules of Engagement, 2007년 ~ 2013년)
- 《샤크》(Shark, 2006년 ~ 2008년)
- 《스미스》(Smith, 2006년)
- 《머나먼 정글》(Tour of Duty, 1987년 ~ 1990년)
- 《두 남자와 2분의 1》(Two and a Half Men, 2003년 ~ 2015년)
- 《더 유닛》(The Unit, 2006년 ~ 2009년)
- 《웰컴 투 더 캡틴》(Welcome to The Captain, 2008년)
- 《위드아웃 어 트레이스》(Without a Trace, 2002년 ~ 2009년)
- 《하와이 파이브-오》(Hawaii Five-0, 2010년 ~ 현재)

## FOX
- 《글리》(Glee, 2009년 ~ 2015년)
- 《24》(2001년 ~ 2010년,2014년,2017년)
- 《앨리 맥빌》(Ally McBeal, 1997년 ~ 2002년)
- 《못말리는 패밀리》(Arrested Development, 2004년 ~ 2006년)
- 《백 투 유》(Back to You, 2007년 ~ 2008년)
- 《본즈》(Bones, 2005년 ~ 2017년)
- 《캔터베리스 로》(Canterbury's Law, 2008년)
- 《해피 아워》(Happy Hour, 2006년)
- 《하우스》(House, 2004년 ~ 2012년)
- 《존 도》(John Doe, 2002년 ~ 2003년)
- 《저스티스》(Justice, 2006년)
- 《K-빌》(K-Ville, 2007년)
- 《키친 컨피덴셜》(Kitchen Confidential, 2005년)
- 《말콤 인 더 미들》(Malcolm in the Middle, 2000년 ~ 2006년)
- 《밀레니엄》(Millennium, 1996년 ~ 1999년)
- 《뉴 암스테르담》(New Amsterdam, 2008년)
- 《파티 오브 파이브》(Party of Five, 1994년 ~ 2000년)
- 《프리즌 브레이크》(Prison Break, 2005년 ~ 2009년)
- 《리유니온》(Reunion, 2005년)
- 《스탠드오프》(Standoff, 2006년 ~ 2007년)
- 《터미네이터 : 새라 코너 연대기》(Terminator : The Sarah Connor Chronicles, 2008년 ~ 2009년)
- 《요절복통 70 쇼》(That '70s Show, 1998년 ~ 2006년)
- 《틸 데스》('Til Death, 2006년 ~ 2010년)
- 《리턴 오브 제저벨 제임스》(The Return of Jezebel James, 2008년)
- 《언히치드》(Unhitched, 2008년)
- 《엑스파일》(The X-Files, 1993년 ~ 2002년,2016년)
- 《리썰 웨폰》(Lethal Weapon, 2016년 ~ 현재)

## NBC
- 《커뮤니티》(community,2009년 9월 17일 ~ 2014년)
- 《30 록》(30 Rock, 2006년 ~ 2013년)
- 《소머즈》(The Bionic Woman, 1976년 ~ 1978년, ABC에서 넘어옴)
- 《바이오닉 우먼》(Bionic Woman, 2007년)
- 《기동순찰대》(CHiPs, 1977년 ~ 1983년)
- 《척》(Chuck, 2007년 ~ 2012년)
- 《코스비 가족》(The Cosby Show, 1984년 ~ 1992년)
- 《ER》(1994년 ~ 2009년)
- 《프레이저》(Frasier, 1993년 ~ 2004년)
- 《프라이데이 나이트 라이츠》(Friday Night Lights, 2006년 ~ 2011년)
- 《프렌즈》(Friends, 1994년 ~ 2004년)
- 《히어로즈》(Heroes, 2006년 ~ 2010년,2015년 ~ 2016년)
- 《조이》(Joey, 2004년 ~ 2006년)
- 《저니맨》(Journeyman, 2007년)
- 《키드냅트》(Kidnapped, 2006년)
- 《전격 Z 작전》(Knight Rider, 1982년 ~ 1986년)
- 《라스베가스》(Las Vegas, 2003년 ~ 2008년)
- 《로 앤 오더》(Law & Order, 1990년 ~ 2010년)
- 《성범죄수사대: SVU》(Law & Order: Special Victims Unit, 1999년 ~ 현재)
- 《라이프》(Life, 2007년 ~ 2009년)
- 《립스틱 정글》(Lipstick Jungle, 2008년 ~ 2009년)
- 《미디엄》(Medium, 2005년 ~ 2011년)
- 《마이 네임 이즈 얼》(My Name Is Earl, 2005년 ~ 2009년)
- 《오피스》(The Office, 2005년 ~ 2012년)
- 《프로파일러》(Profiler, 1996년 ~ 2000년)
- 《레밍턴 스틸》(Remington Steele, 1982년 ~ 1987년)
- 《립타이드》(Riptide, 1984년 ~ 1986년)
- 《스매쉬》(Smash, 2012년 ~ 2013년)
- 《스크럽스》(Scrubs, 2001년 ~ 2010년)
- 《스튜디오 60》(Studio 60 on the Sunset Strip, 2006년 ~ 2007년)
- 《솔로몬 가족은 외계인》(3rd Rock from the Sun, 1996년 ~ 2001년)
- 《웨스트 윙》(The West Wing, 1999년 ~ 2006년)
- 《윌 앤 그레이스》(Will and Grace, 1998년 ~ 2006년)
- 《한니발》(Hannibal, 2013년 ~ 2015년)

## Nickelodean
- 《아이칼리》 iCarly, (2007년 ~ 2012년)

## The CW
- 《에일리언스 인 아메리카》(Aliens in America, 2007년 ~ 2008년)
- 《에브리바디 헤이츠 크리스》(Everybody Hates Chris, 2005년 ~ 2008년, UPN에서 넘어옴)
- 《게임》(The Game, 2006년 ~ 2015년)
- 《길모어 걸스》(Gilmore Girls, 2000년 ~ 2007년, The WB에서 넘어옴)
- 《걸프렌즈》(Girlfriends, 2000년 ~ 2008년, UPN에서 넘어옴)
- 《가십 걸》(Gossip Girl, 2007년 ~ 2012년)
- 《라이프 이즈 와일드》(Life Is Wild, 2007년 ~ 2008년)
- 《원 트리 힐》(One Tree Hill, 2003년 ~ 2012년, The WB에서 넘어옴)
- 《리퍼》(Reaper, 2007년 ~ 2009년)
- 《스몰빌》(Smallville, 2001년 ~ 2011년, The WB에서 넘어옴)
- 《수퍼내추럴》(Supernatural, 2005년 ~ 현재, The WB에서 넘어옴)
- 《베로니카 마스》(Veronica Mars, 2004년 ~ 2007년, UPN에서 넘어옴)
- 《크레이지 엑스 걸프렌드》(Crazy Ex-Girlfriend, 2015년 ~ 2019년)

## HBO
- 《밴드 오브 브라더스》(Band of Brothers, 2001년, BBC 합작)
- 《빅 러브》(Big Love, 2006년 ~ 2011년)
- 《컴백》(The Comeback, 2005년)
- 《커브 유어 인수지애즘》(Curb Your Enthusiasm, 2000년 ~ 2011년, 2017년 ~ 현재)
- 《데드우드》(Deadwood, 2004년 ~ 2006년)
- 《안투라지》(Entourage, 2004년 ~ 2011년)
- 《플라이트 오브 더 콩코즈》(Flight of the Conchords, 2007년 ~ 2009년)
- 《인 트리트먼트》(In Treatment, 2008년 ~ 2010년)
- 《러키 루이》(Lucky Louie, 2006년)
- 《로마》(Rome, 2005년 ~ 2007년)
- 《섹스 앤 더 시티》(Sex and the City, 1998년 ~ 2004년)
- 《식스 피트 언더》(Six Feet Under, 2001년 ~ 2005년)
- 《소프라노스》(The Sopranos, 1999년 ~ 2007년)
- 《왕좌의 게임》(Game Of Thrones, 2011년 ~ 현재)

## 기타
- 《4400》(The 4400, USA 네트워크, 2004년 ~ 2007년)
- 《아메리칸 호러 스토리》(American Horror Story, FX network, 2011년 ~ 현재)
- 《데드 존》(The Dead Zone, USA 네트워크, 2002년 ~ 2007년)
- 《덱스터》(Dexter, 쇼타임, 2006년 ~ 2013년)
- 《니키타》(La Femme Nikita, USA 네트워크, 1997년 ~ 2001년)
- 《탐정 몽크》(Monk, USA 네트워크, 2002년 ~ 2009년)
- 《스파르타쿠스》(Spartacus, Starz, 2010년 ~ 2011년)
- 《수츠》(Suits, USA 네트워크, 2010년 ~ 현재)
- 《알파스》(Alphas, Syfy, 2011년 ~ 2012년)
- 《투명인간》(The Invisible Man, Syfy, 2002년 ~ 2003년)
- 《나노인간 제이크》(Jake 2.0, UPN, 2003년 ~ 2004년)
- 《뿌리》(Roots, 히스토리, 2016년)

## 참조
- 씨네21 - 2008 미드·일드 가이드 - 한국에서 방영 예정인 미드 미리 보기
- 씨네21 - 미국 드라마, 황금 시대를 맞다